# Tamás Märcz
Dans le nom hongrois Märcz Tamás, le nom de famille précède le prénom, mais cet article utilise l’ordre habituel en français Tamás Märcz, où le prénom précède le nom.
Tamás Märcz (né le 17 juillet 1974 à Budapest) est un joueur et entraîneur de water-polo hongrois naturalisé italien.
Pour la Hongrie, il remporte la médaille d'or lors des Jeux olympiques de 2000 à Sydney.
Il est naturalisé italien en 2009.
De 1994 à 2000, il joue pour le Budapesti Vasutas Sport Club, puis s'installe en Italie en 2000, où il joue dans différents clubs jusqu'en 2013. En 2013, il devient l'entraîneur de son ancien club, le Budapesti Vasutas Sport Club. Il cumule cette fonction avec celle d'adjoint au sélectionneur de l'équipe de water-polo de la Hongrie depuis 2014, et en devient le sélectionneur au départ de Tibor Benedek en 2017.